# Infraestructura verde

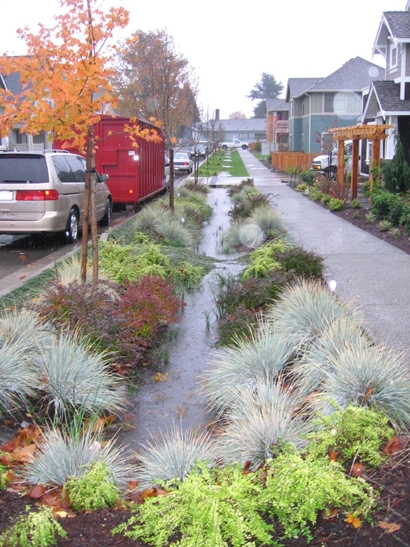

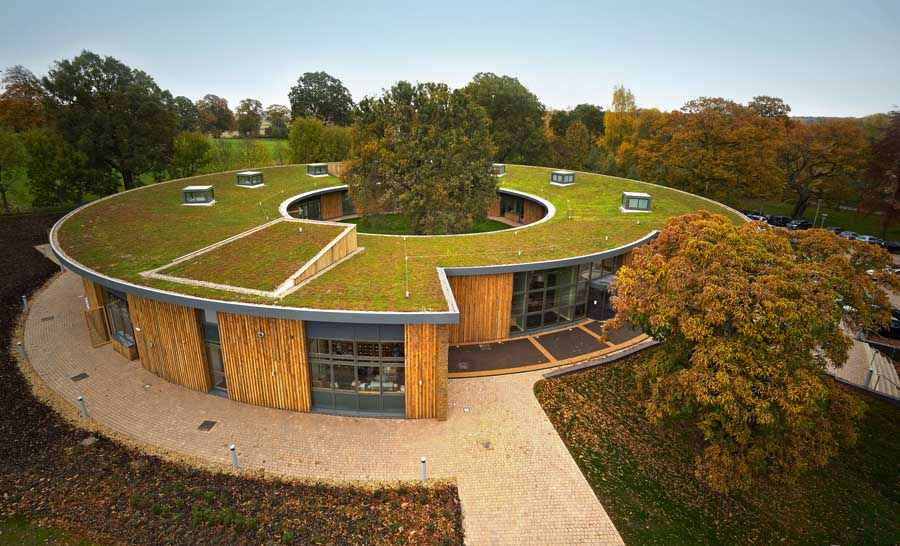

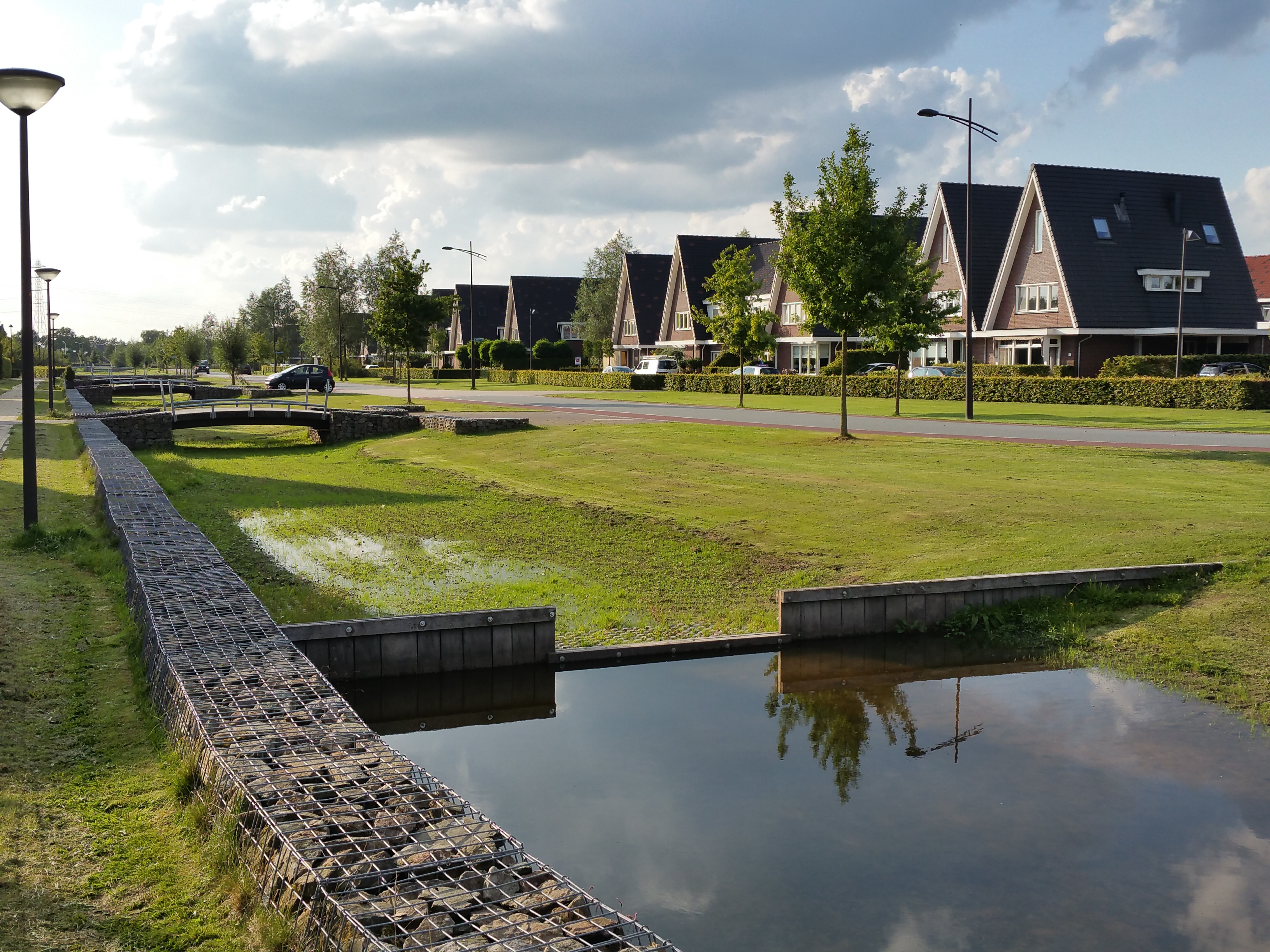

Los términos infraestructura verde, infraestructura ecológica o infraestructura natural describen un sistema interconectado de elementos naturales (árboles, humedales, cursos de agua) desde el punto de vista de los servicios que proporciona a las personas, como regulación hidrológica o control de la erosión. Es importante tener en cuenta la infraestructura natural en los grandes proyectos de ingeniería con el propósito de proteger la biodiversidad de situaciones que ponen en riesgo su existencia, como el cambio climático.
La disposición de los elementos naturales que componen una infraestructura verde puede ser producto de procesos naturales (erosión, crecimiento de vegetación) o ser el resultado de intervenciones humanas con el propósito de servir a los fines de la sociedad. El término puede utilizarse para referirse a una infraestructura concreta, o al conjunto de las existentes en una región o país. El concepto de “infraestructura verde” (o ecológica) se emplea más para ecosistemas terrestres, mientras que “infraestructura natural” se refiere a una visión más integral que abarca diferentes tipos de ecosistemas.

## Inversión en infraestructura verde
La inversión en una infraestructura verde tiene una lógica económica: mantener la capacidad de la naturaleza, por ejemplo, mitigar los ejemplos negativos del cambio climático, es mucho más rentable que sustituir esos servicios perdidos por soluciones tecnológicas humanas mucho más costosas. La mejor manera de generar una infraestructura verde es acoger un enfoque integrado de la gestión del suelo y una minuciosa planificación estratégica del mismo. Todos los usuarios del suelo y los encargados de formular políticas deben aspirar y comprometerse desde el inicio en el proceso de generación de infraestructura verde, atendiendo sus respectivas responsabilidades. 

## Impacto de infraestructura verde
La pérdida de zonas naturales va más allá del hecho de la desaparición de especies. Los ecosistemas, que son enriquecidos por la diversidad de vida que lo habita, aportan a la sociedad un sinnúmero de bienes y servicios valiosos y económicamente beneficiosos, como agua en buenas condiciones, suelo fértil y almacenamiento de carbono. 
Se encuentra en constante lucha contra el cambio climático, al proteger contra inundaciones y demás efectos provocados por este.  
La infraestructura verde también tiene una lógica económica. La búsqueda de soluciones humanas para sustituir a los servicios que la naturaleza proporciona de manera gratuita no solo muestra retos tecnológicos sino también a un precio muy elevado.

## Planificación de infraestructura verde
Una de las formas más eficaces para la creación de infraestructura verde es la adopción de un enfoque más integrado de la gestión del suelo. Este se genera con una planificación de territorio estratégico que admita investigar las interacciones espaciales entre distintos usos del suelo en una zona geográfica definida. En la planificación estratégica se abarcarían las distintas posturas de sectores de gobierno para así tomar todas las perspectivas del uso del suelo, de una forma transparente, integrada y cooperativa. 
La planificación del territorio puede de una forma ayudar a separar a la infraestructura de las zonas particulares, reduciendo el riesgo de fragmentación de hábitats. Por otra parte, puede ayudar a conectar entre sí las zonas naturales subsistentes, por medio de proyectos de regeneración de hábitats en zonas estratégicas importantes, fomentando su conectividad ecológica con los proyectos de desarrollo.
Algunos Planes de Infraestructura Verde en el mundo son:
- El Plan Verde Coronel 2050. Plan Maestro de Infraestructura Verde de Coronel (Chile). 2010.
- La Infraestructura Verde Urbana de Vitoria-Gasteiz (España). 2014.
- Plan Municipal de Infraestructura Verde de Mérida (México). 2016.
- Plan Director de la Infraestructura Verde de Zaragoza (España). 2017.

## Certificación EDGE
EDGE (Excellence in Design for Greater Efficiencies) es un sistema internacional de certificación de construcción sostenible creado por la Corporación Financiera Internacional (IFC), parte del Grupo Banco Mundial. Su objetivo es promover la construcción de edificaciones más eficientes en términos de energía, agua y materiales, transformando la manera en que se diseñan y operan los edificios, con un enfoque en mercados emergentes.
El sistema se basa en tres áreas clave de eficiencia:
- Energía: reduciendo el consumo de energía en el funcionamiento del edificio.
- Agua: disminuyendo el uso de agua en comparación con edificaciones convencionales.
- Materiales: reduciendo el carbono incorporado en los materiales de construcción

Para obtener la certificación, un edificio debe demostrar al menos un 20% de ahorro en estas tres áreas en comparación con una construcción convencional. Si se alcanza un ahorro energético del 40%, el edificio puede optar al nivel "EDGE Advanced", y aquellos que logran una eficiencia del 100% en el uso de energía pueden recibir la certificación "Zero Carbon".
El proceso de certificación EDGE consta de tres fases:
1. Evaluación con la Herramienta EDGE: El proyecto se evalúa mediante una herramienta en línea gratuita que permite a los desarrolladores proyectar ahorros en energía, agua y materiales, proporcionando un análisis integral del impacto ambiental del diseño.
2. Certificado Preliminar EDGE: Un auditor acreditado revisa los planos y especificaciones del proyecto para validar que las estrategias propuestas son viables y alcanzan los ahorros exigidos. Si se cumplen los requisitos, el proyecto recibe un Certificado Preliminar.
3. Certificación Final EDGE: Tras la construcción, un auditor realiza una inspección en el sitio para asegurar que las estrategias aprobadas en el diseño se implementaron correctamente. Al verificar las reducciones proyectadas, el proyecto recibe la Certificación Final.

#### Beneficios y aplicabilidad de la certificación EDGE
La certificación EDGE ofrece varios beneficios, como la reducción de costos operativos a través de un menor consumo de energía y agua, lo que también ayuda a mitigar el cambio climático. Además, aumenta el valor de las propiedades al hacerlas más atractivas para compradores e inquilinos interesados en sostenibilidad. La certificación es aplicable tanto a nuevos proyectos como a edificaciones existentes, y abarca una amplia variedad de tipologías, incluyendo viviendas unifamiliares, edificios comerciales, hoteles, hospitales, escuelas, entre otros.
Los gobiernos y entidades financieras también pueden aprovechar la certificación EDGE. Para los gobiernos, es una herramienta para fomentar la construcción ecológica mediante políticas e incentivos, mientras que las entidades financieras pueden reducir riesgos exigiendo la certificación como condición para el financiamiento.
Existen tres niveles de certificación EDGE:
- EDGE Certified: 20% de ahorro en energía, agua y materiales.
- EDGE Advanced: 40% de ahorro en energía, con un 20% en agua y materiales.
- Zero Carbon: 100% de ahorro en energía, con un 20% en agua y materiales.

## Infraestructura escolar verde
La infraestructura escolar desempeña un papel crucial en la calidad de la educación, al influir positivamente en la asistencia de estudiantes y docentes y contribuir a su bienestar general. Una infraestructura de calidad, que incorpore resiliencia frente a desastres naturales, acceso a servicios básicos y condiciones adecuadas de confort, puede aumentar las tasas de asistencia estudiantil hasta en un 60%, lo que a su vez impacta en mayores índices de graduación y participación en actividades extracurriculares, especialmente en entornos vulnerables. En este contexto, la integración de Infraestructura Verde en los centros educativos es esencial para adaptar las construcciones a modelos más sostenibles, que no solo promuevan el bienestar estudiantil, sino que también contribuyan a la sostenibilidad del planeta. Además, la falta de contacto con la naturaleza en estos entornos puede afectar el aprendizaje y la salud física y emocional de los jóvenes, quienes pasan gran parte de su tiempo en estos espacios. 
Una infraestructura escolar verde, diseñada para ser resiliente y sostenible, puede enfrentar los desafíos del cambio climático desde su diseño y construcción hasta su operación y mantenimiento, mediante el uso de tecnologías sostenibles, materiales de baja emisión de carbono, eficiencia energética y la integración de energías renovables.  Estas medidas no solo disminuyen el impacto ambiental de las escuelas, sino que también crean un entorno adecuado para el aprendizaje y promueven la enseñanza de prácticas ecológicas. El diseño bioclimático, el uso eficiente del agua y la gestión de residuos sólidos son ejemplos de prácticas implementables en las escuelas verdes, que optimizan el uso de recursos naturales y reducen costos operativos, además de fomentar una educación ambiental vinculada al entorno físico, lo que refuerza el desarrollo de habilidades sostenibles en los estudiantes.
A pesar del creciente interés por la infraestructura escolar verde, persisten importantes brechas en el acceso a condiciones mínimas en muchas escuelas de América Latina y el Caribe. Un considerable porcentaje de estudiantes asiste a escuelas sin acceso adecuado a agua potable, saneamiento o electricidad, lo que subraya la necesidad de seguir invirtiendo en infraestructura educativa que sea tanto sostenible como resiliente ante los efectos del cambio climático.
Uno de los principales retos es rediseñar los edificios escolares, que a menudo son estructuras de concreto desconectadas del entorno natural. Este enfoque, prevalente a nivel global, no ha considerado factores como el clima, la orografía y la cultura local, lo que ha resultado en edificaciones con problemas de confort térmico, altos costos de mantenimiento y baja durabilidad.
Por ello, se promueve la incorporación de materiales y técnicas de construcción sostenibles, que mejoren el aislamiento térmico y acústico, y reduzcan la huella ecológica. La arquitectura bioclimática y el uso de técnicas tradicionales surgen como alternativas viables para crear escuelas energéticamente eficientes y mejor adaptadas a su entorno.
El Banco Interamericano de Desarrollo (BID) también ha impulsado la infraestructura escolar verde a través de estudios y programas que fomentan la descarbonización y la resiliencia climática. Estos proyectos incluyen lineamientos específicos para territorios en la región, así como investigaciones sobre el confort en los establecimientos escolares. Por ejemplo, en Guatemala, el BID financia la creación de 500 aulas con criterios de sostenibilidad, incluyendo el uso de paneles solares y otras medidas de eficiencia hídrica y energética.
La importancia de contar con espacios educativos que integren la naturaleza en su diseño también ha sido resaltada en proyectos como el LIFE-myBUILDINGisGREEN, coordinado por el Real Jardín Botánico de Madrid. Este proyecto implementa Soluciones Basadas en la Naturaleza (SBN), como la incorporación de vegetación en cubiertas y fachadas, con el objetivo de mejorar el confort térmico en las aulas y otras estancias. Estas soluciones no solo contribuyen a la adaptación al cambio climático, sino que también mejoran el bienestar de estudiantes y docentes.